# Place des Nationalités (métro de Nanning)
La station de la place des Nationalités (chinois : 民族广场站 / pinyin : Mínzú guǎngchǎng zhàn / zhuang : Camh Minzcuz Gvangjcangz) est une station de métro de la ligne 1 du métro de Nanning. Ouverte le 28 décembre 2016, la station comprend quatre entrées et une seule plateforme.

## Situation ferroviaire
La station est située dans le district de Qingxiu de la ville de Nanning et est la quatorzième station à partir de Shibu (douzième à partir de la gare de Nanning est). Elle est située de part et d'autre du boulevard Minzu dadao.

## Histoire
La station est ouverte le 28 décembre 2016.

## Service des voyageurs

### Horaires
Accessible les sept jours de la semaine, la station est ouverte de 6h00 à 23h00. De 7h30 à 9h00 et de 17h30 à 19h30, le métro y passe aux 6 minutes et demie, tandis qu'il passe aux 7 minutes le reste de la journée. Les premiers et derniers passages en direction de Shibu sont à 6h39 et 22h24, tandis que ceux en direction de la gare de Nanning est sont à 6h46 et 22h31.
La station est desservie par les autobus 6, 23, 30, 33, 34, 39, 45, 63, 79, 205, 211, 604, 704 et 706.

### Entrées et sorties
La station est accessible par quatre entrées différentes, de part et d'autre du boulevard Minzu Dadao. La sortie D comprend un ascenseur pour les personnes handicapées.
| Numéro                                         | Destinations proches |
| ---------------------------------------------- | --- |
| Sortie A                                       | Grand magasin « Île aux rêves », Association scientifique et technologique du Guangxi, Bureau sismologique du Guangxi, Place des Nationalités, Palais national des arts du Guangxi |
| Sortie B                                       | Musée du Guangxi, Bureau des objets culturels, Édifice Guangxi Nongken |
| Sortie C                                       | Édifice Tai'an, Société des matériaux forestiers du Guangxi |
| Sortie D                                       | Bibliothèque du Guangxi, Édifice du Textile du Guangxi, Sunshine 100 City Plaza |
| Légende： Ascenseur pour personnes handicapées | |

### Desserte et structure
La gare a deux étages au-dessous du sol et ses trois entrées sont au niveau du sol. Le premier sous-sol contient les divers commerces et postes de services, tandis que le quai d'embarquement se situe au second.
| Niveau 0   | Entrées et sorties                                           | Entrées et sorties                                         |
| Sous-sol 1 | Salle d'accueil                                              | Service à la clientèle, boutiques et guichet libre-service |
| Sous-sol 2 |                                                              | Ligne 1 Voie 1 : En direction de Shibu                     |
| Sous-sol 2 | Quai central                                                 |                                                            |
| Sous-sol 2 | Ligne 1 Voie 2 : En direction de la Gare de Nanning-est (zh) |                                                            |